# Osman Zeki Korkmaz
Osman Zeki Korkmaz (Trebisonda, 2 maggio 1982) è un allenatore di calcio turco.

## Carriera
Il 23 agosto 2021 diventa il nuovo tecnico dell'İstanbulspor, con cui conquista la promozione in Süper Lig, che mancava al club giallo-nero da 17 anni; il 9 giugno 2022 prolunga il proprio contratto fino al 2025. Il 24 ottobre seguente si dimette dall'incarico, dopo aver ottenuto 8 punti nelle prime dieci partite di campionato.